# Speicher Vor den Bahlen 4
Der Speicher Vor den Bahlen 4 in Asendorf (Landkreis Diepholz) im südwestlichen Ortsteil Kuhlenkamp in der niedersächsischen Samtgemeinde Bruchhausen-Vilsen wurde 1701 erbaut.
Aktuell (2023) wird es als Nebengebäude genutzt.
Das Gebäude steht unter Denkmalschutz (siehe auch Liste der Baudenkmale in Asendorf (Landkreis Diepholz)).

## Beschreibung
Das zweigeschossige sanierte Gebäude in Fachwerk mit Putzausfachungen und mit reetgedecktem Satteldach stammt aus dem Jahre 1701 (Inschrift Balken Eingangstür). Die Obergeschosse kragen aus.
Der Speicher gehört zu einer Hofanlage, Sitz des Kunstvereins Artes-Asendorf, der den 8. Skulpturenpark in Asendorf betreut.